# Mniotype schumacheri
Espèce
Mniotype schumacheri est une espèce de Lépidoptères de la famille des Noctuidae.

## Répartition
Mniotype schumacheri est endémique des îles Canaries (La Gomera, la Grande Canarie).

## Plantes hôtes
La chenille consomme les feuilles des plantes des espèces Dryopteris guanchica, Dryopteris oligodonta (es), Erica arborea, Urtica morifolia.

## Classification
Le nom valide complet (avec auteur) de ce taxon est Mniotype schumacheri Rebel, 1919.
Mniotype schumacheri a pour synonymes :
- Blepharita schumacheri Rebel, 1917[5]'[2]
- Hadena schumacheri Rebel, 1917[4]

### Sous-espèces
L'espèce comprend trois sous-espèces :
- Mniotype schumacheri subsp. minor Pinker, 1968[4]
- Mniotype schumacheri subsp. obscurata Pinker & Bacallado, 1979[4]
- Mniotype schumacheri subsp. schumacheri (Rebel, 1917)[5]